# Dziadek do orzechów i cztery królestwa
Dziadek do orzechów i cztery królestwa (ang. The Nutcracker and the Four Realms) – amerykański film fabularny z 2018 roku w reżyserii Lasse Hallströma i Joego Johnstona, bazowany na podstawie powieści Dziadek do orzechów i Król Myszy autorstwa E.T.A. Hoffmanna oraz na balecie Dziadek do orzechów Mariusa Petipy. Wyprodukowany przez wytwórnię Walt Disney Studios Motion Pictures.
Premiera filmu odbyła się 2 listopada 2018 w Stanach Zjednoczonych i Polsce.

## Fabuła
Akcja filmu rozgrywa się podczas wigilii Bożego Narodzenia. Klara Stahlbaum (Mackenzie Foy) tęskni za swoją zmarłą mamą. Ojciec chrzestny dziewczyny Drosselmeyer (Morgan Freeman) zdradza Klarze, że jej matka stworzyła zaczarowane królestwa i wręcza jej klucz do baśniowego królestwa. Po przybyciu na wyznaczone miejsce nastolatka spotyka Cukrową Wróżkę (Keira Knightley) i dowiaduje się, że królestwom Śnieżynek, Kwiatów i Słodyczy zagraża armia mrocznej krainy, którą rządzi Matka Cyrkonia (Helen Mirren).

## Obsada
| Rola            | Aktor                | Polski dubbing         |
| --------------- | -------------------- | ---------------------- |
| Klara Stahlbaum | Mackenzie Foy        | Justyna Kowalska       |
| Philip Hoffman  | Jayden Fowora-Knight | Aleksander Kaźmierczak |
| Cukrowa Wróżka  | Keira Knightley      | Martyna Kowalik        |
| Matka Cyrkonia  | Helen Mirren         | Grażyna Barszczewska   |
| Drosselmeyer    | Morgan Freeman       | Marek Barbasiewicz     |
| Florian         | Eugenio Derbez       | Cezary Żak             |
| Zamroży         | Richard E. Grant     | Leon Charewicz         |
| Pan Stahlbaum   | Matthew Macfadyen    | Mariusz Bonaszewski    |
| Harlequin       | Jack Whitehall       | Tomasz Borkowski       |
| Luiza Stahlbaum | Ellie Bamber         | Maria Dębska           |
| Fryc Stahlbaum  | Tom Sweet            | Borys Wiciński         |

## Odbiór

### Krytyka
Film Dziadek do orzechów i cztery królestwa spotkał się z umiarkowanie negatywną reakcją krytyków. W serwisie Rotten Tomatoes 33% ze stu pięćdziesięciu czterech recenzji filmu jest pozytywne (średnia ocen wyniosła 5,1 na 10). Na portalu Metacritic średnia ocen z 38 recenzji wyniosła 39 punktów na 100.